# Eumorpha vitis
Eumorpha vitis är en fjärilsart som beskrevs av Dru Drury 1773. Eumorpha vitis ingår i släktet Eumorpha och familjen svärmare. Inga underarter finns listade i Catalogue of Life.

## Bildgalleri

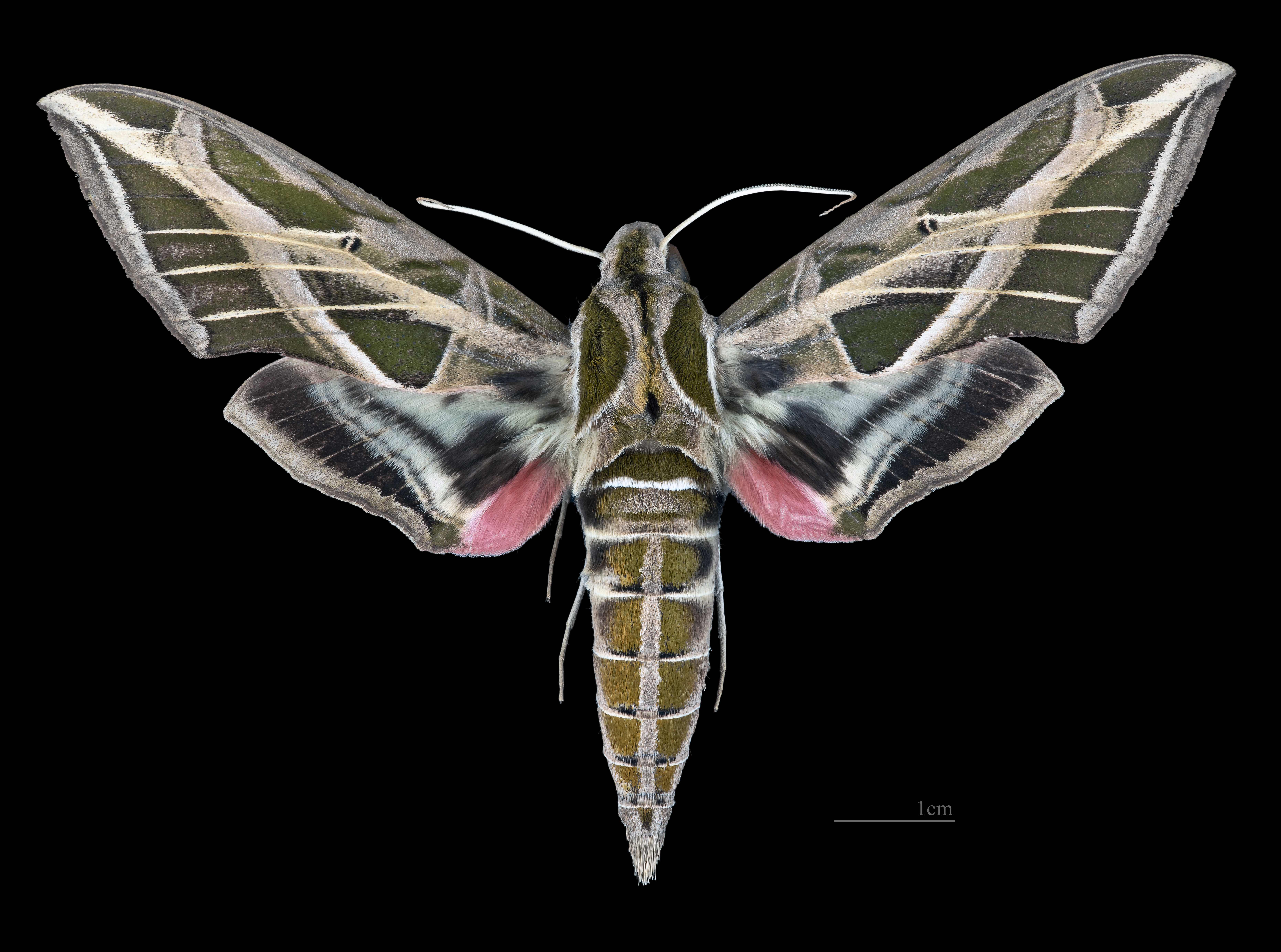
Eumorpha vitis ♂
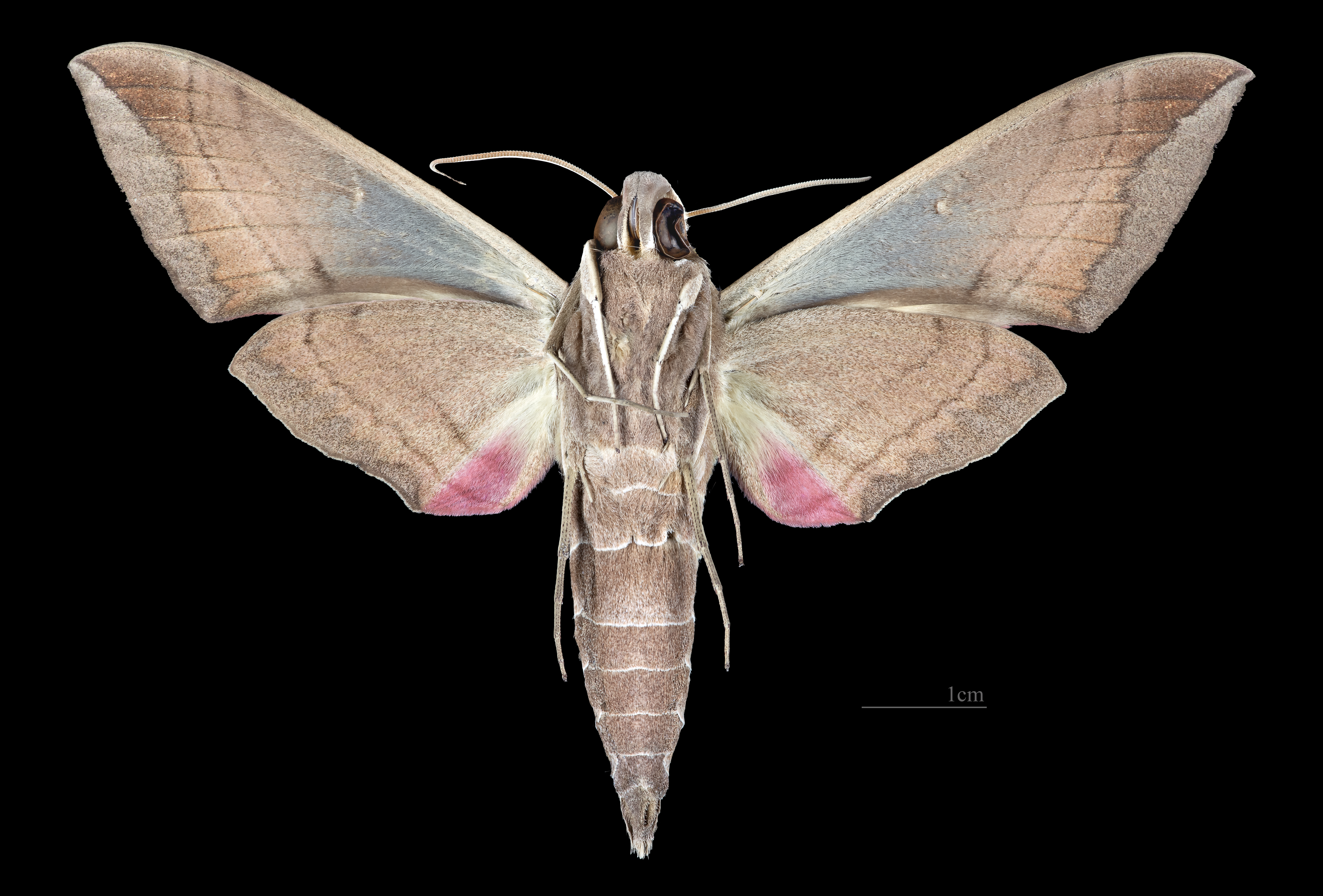
Eumorpha vitis ♂   △
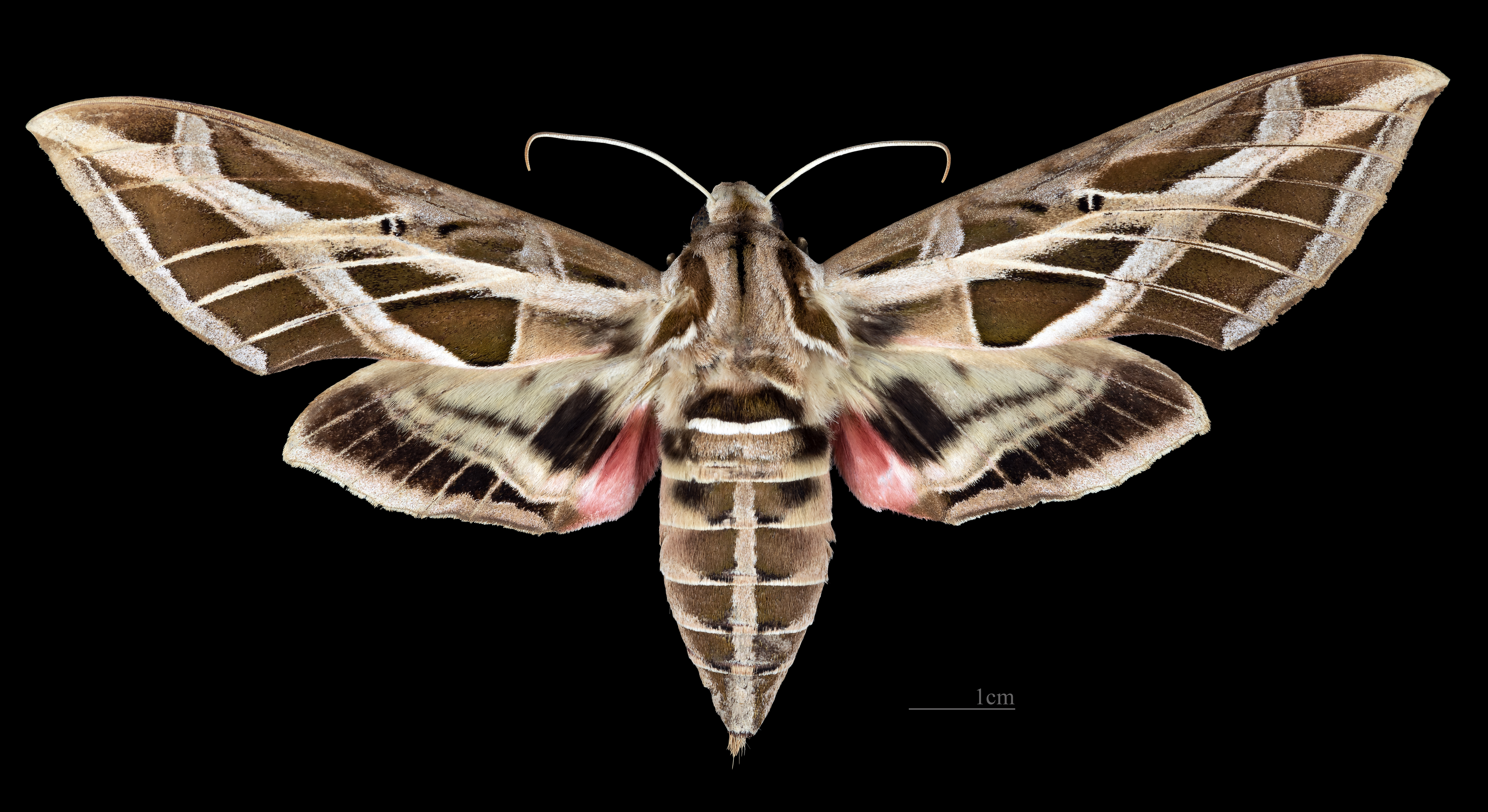
Eumorpha vitis ♀
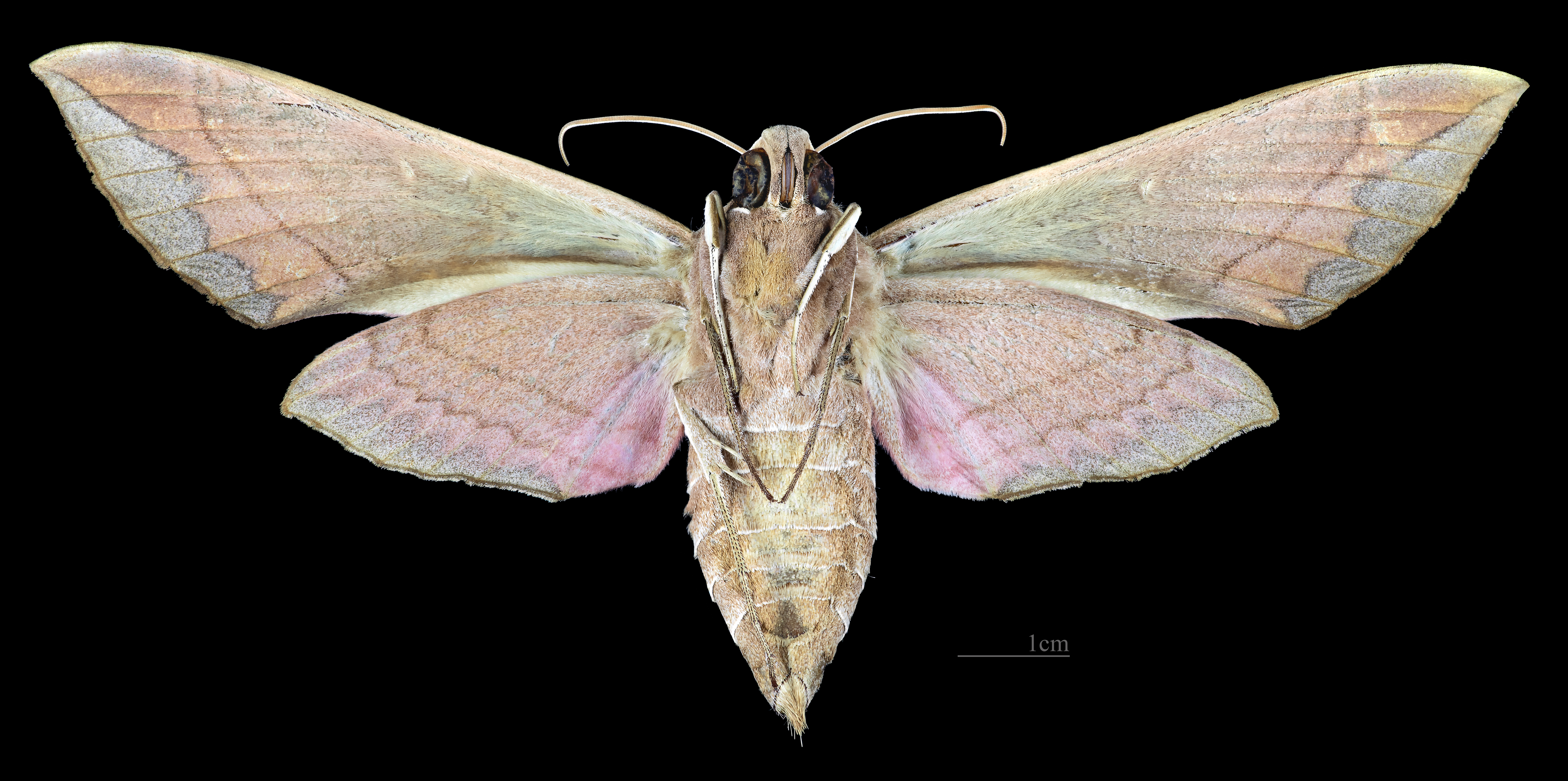
Eumorpha vitis  ♀ △

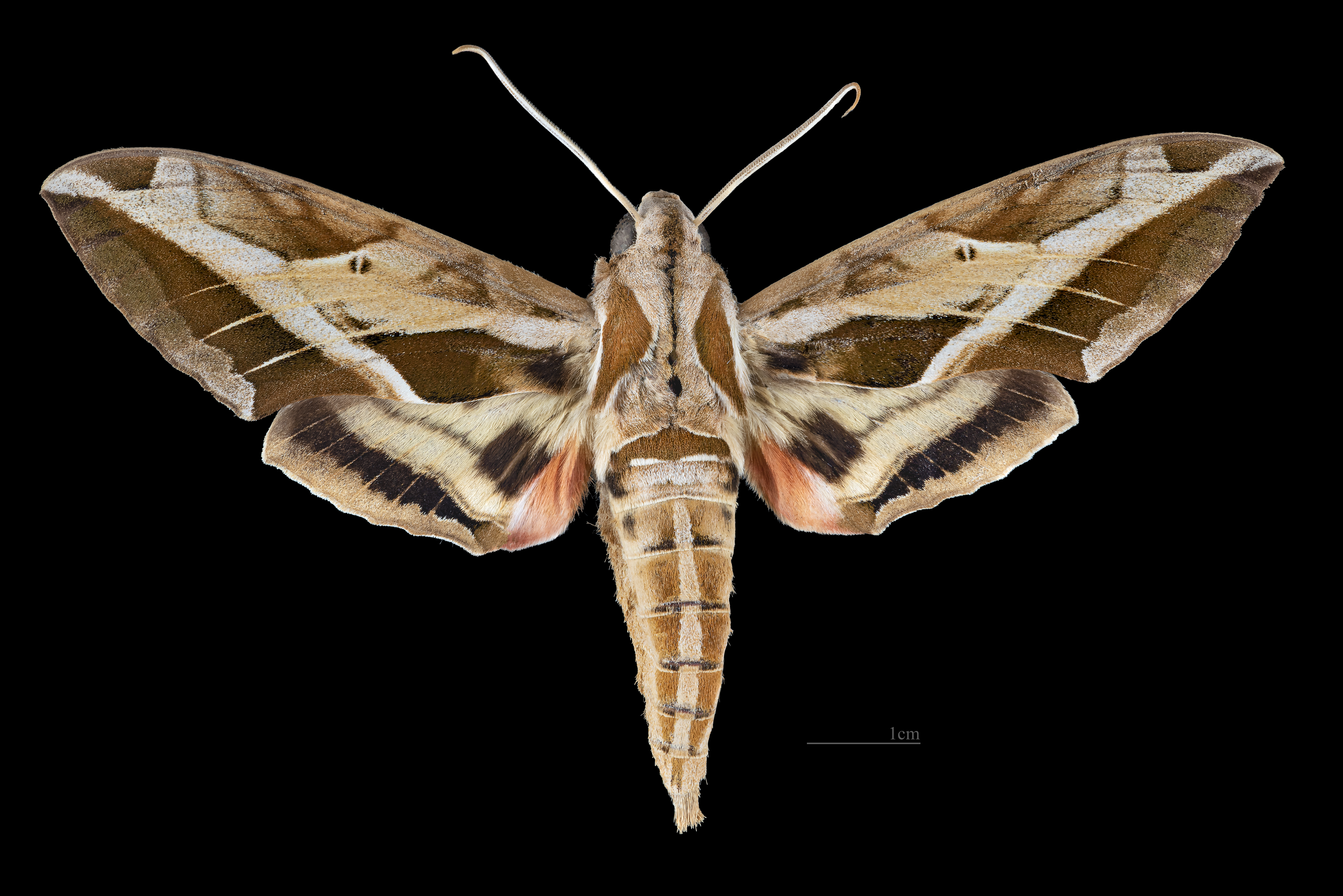
Eumorpha vitis fuscatus♂
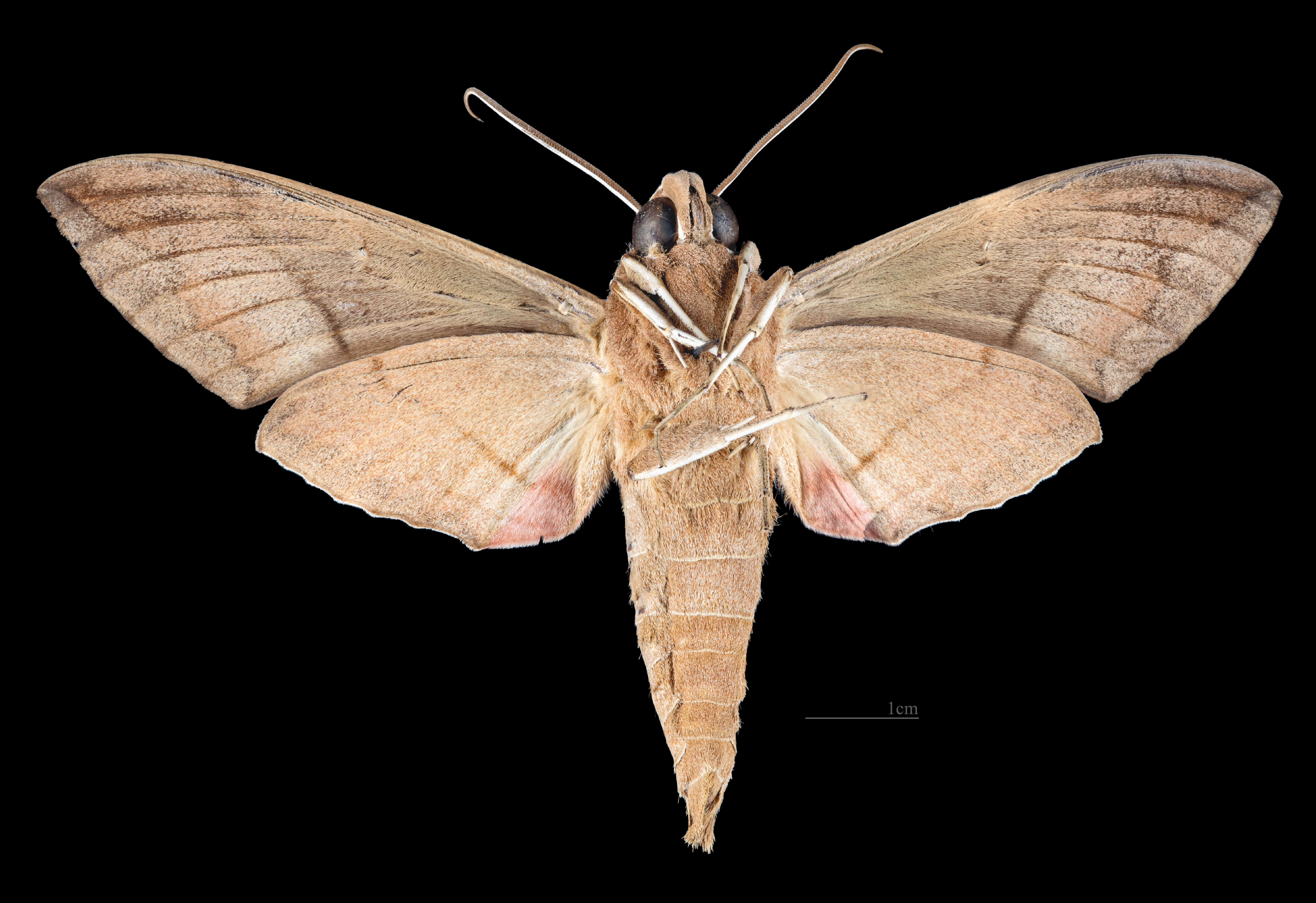
Eumorpha vitis fuscatus ♂   △
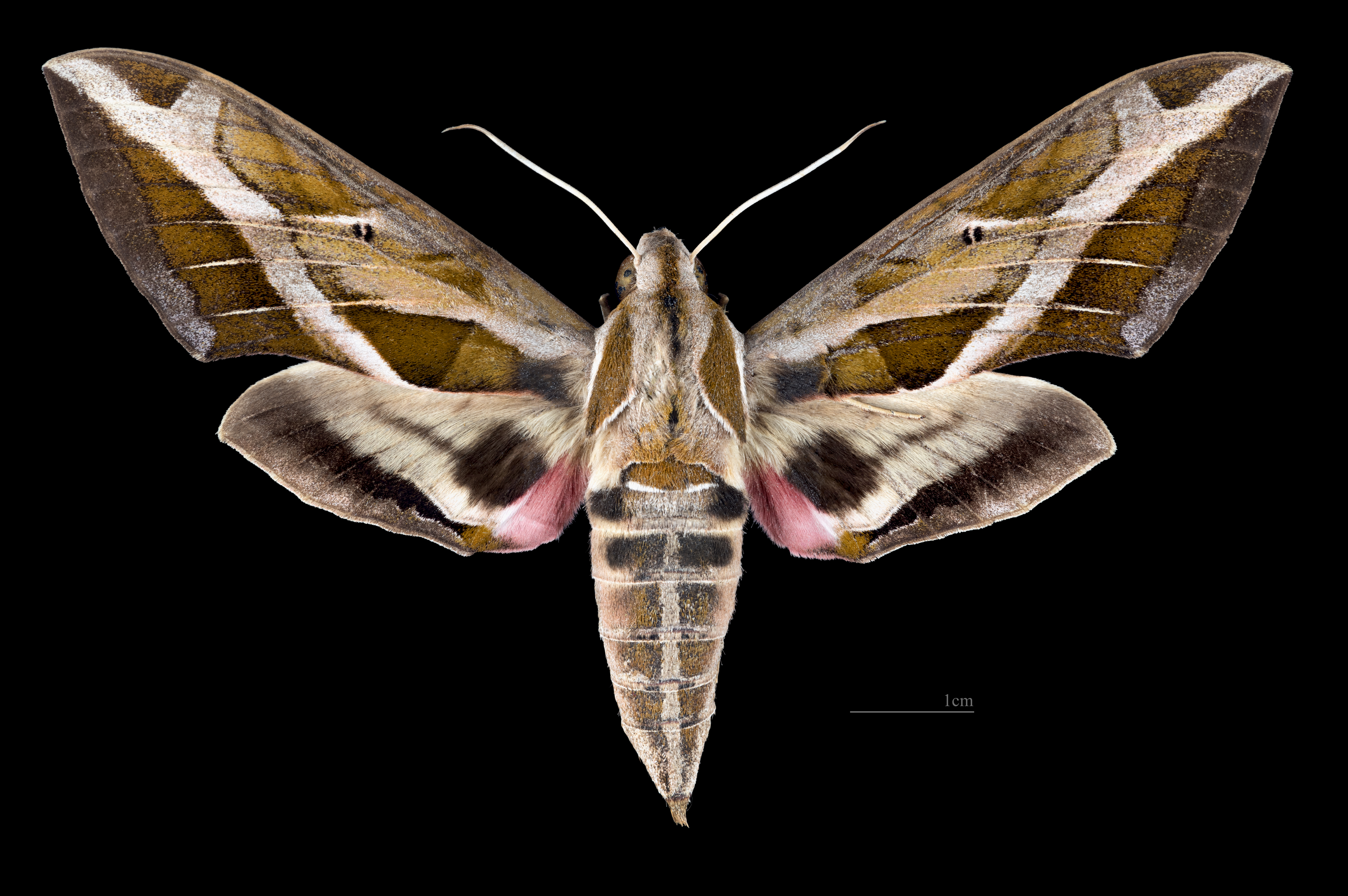
Eumorpha vitis fuscatus ♀

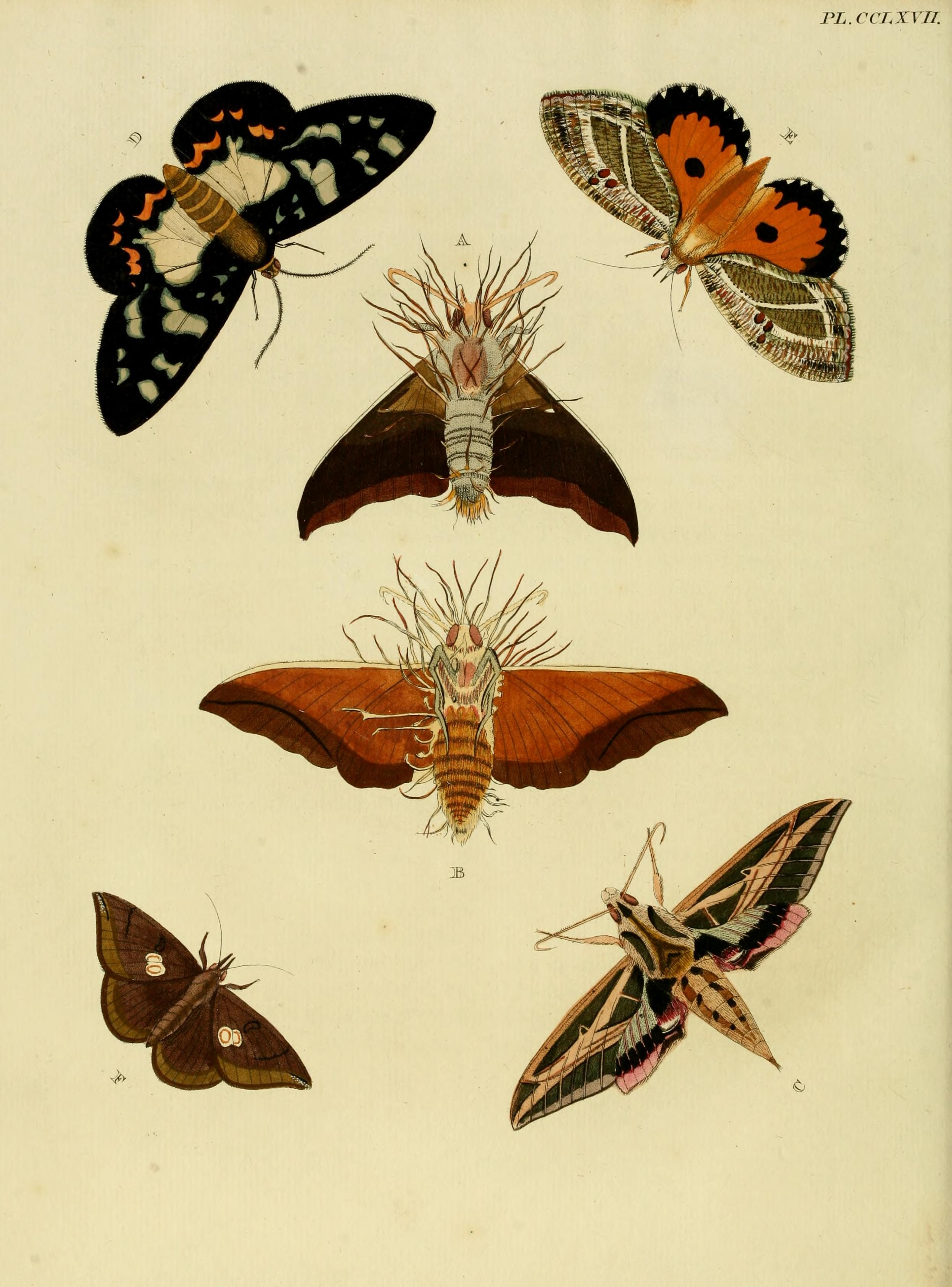
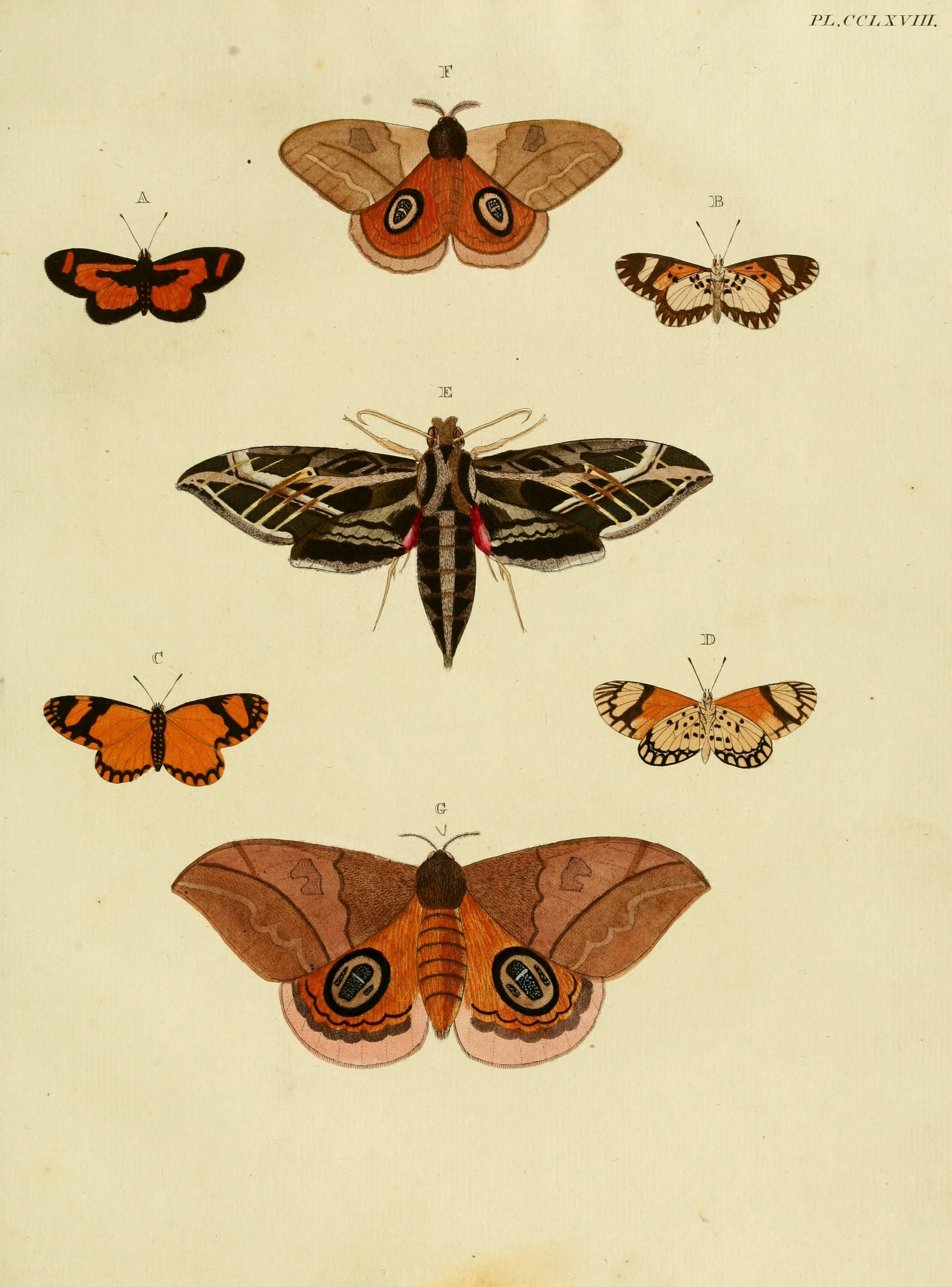
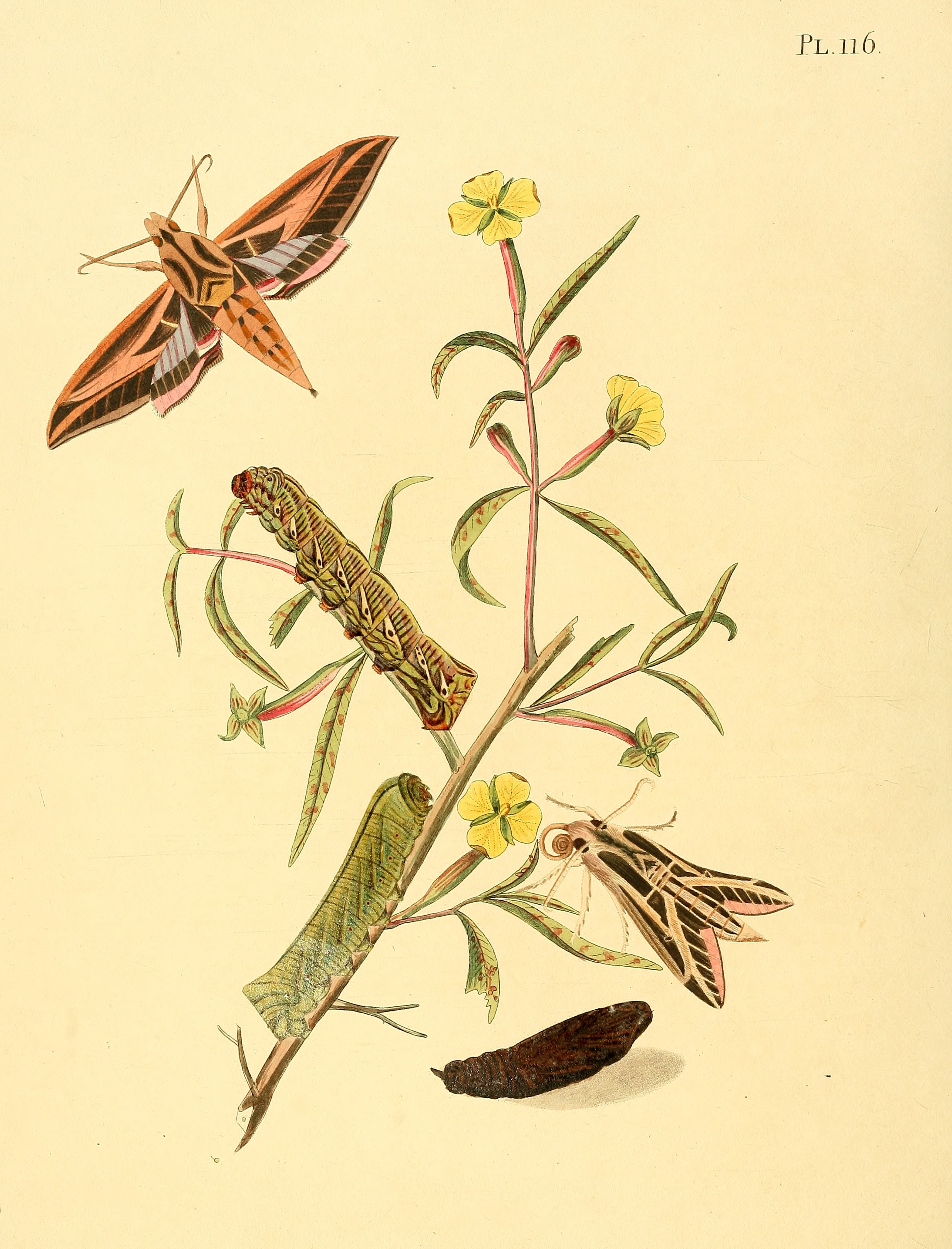

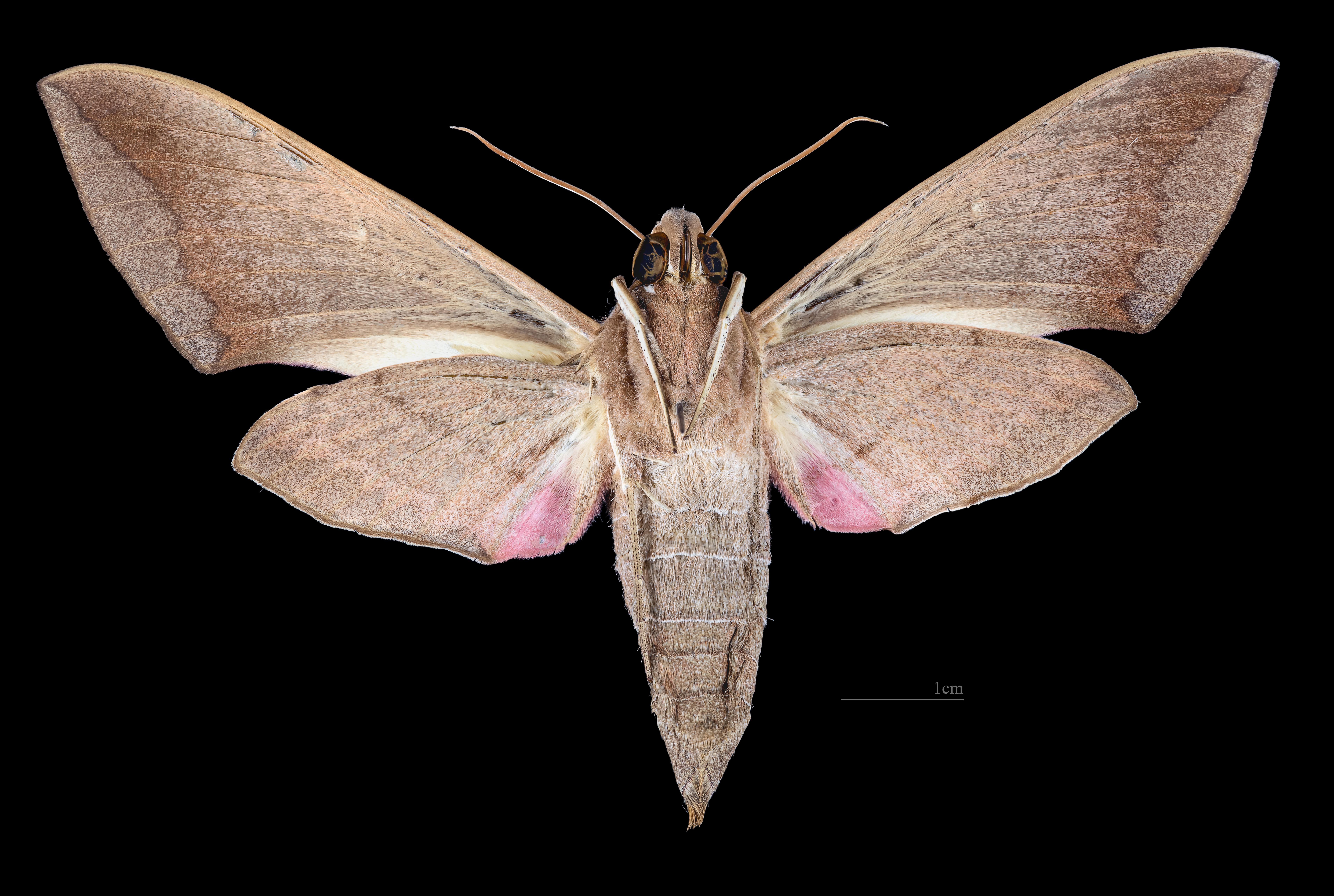
Eumorpha vitis fuscatus ♀ △